# Picchetto radar

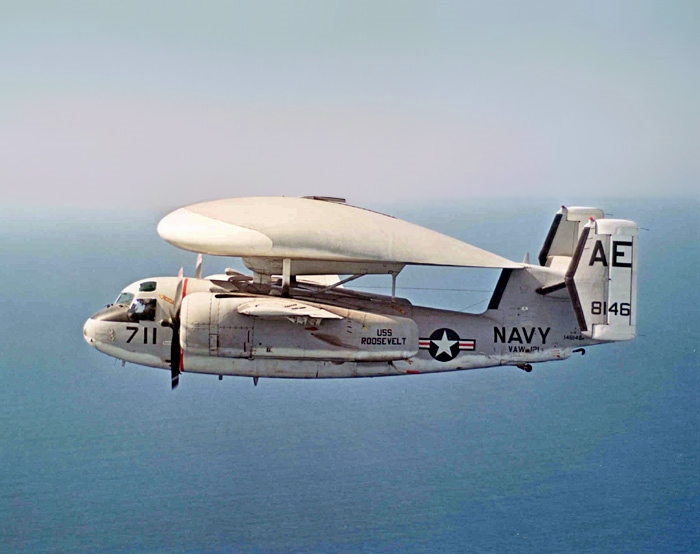
Un velivolo radar Grumman E-1 Tracer statunitense

In ambito militare, un picchetto radar è una nave da guerra ("nave picchetto radar") o un aereo militare ("picchetto radar volante") dispiegato in avanscoperta rispetto a una formazione più ampia e incaricato di fornire avvistamento precoce del nemico tramite le apparecchiature radar di cui è dotato, estendendo così la copertura elettronica del gruppo di cui fa parte.

## Utilizzo
In ambito navale sono normalmente usate in funzione di "picchetto radar" unità di medie dimensioni e capaci di alte velocità, di solito cacciatorpediniere, corvette o fregate; in ambito aeronautico, le funzioni di "picchetto radar" sono normalmente affidate a velivoli ad ala fissa (più raramente elicotteri) appositamente destinati come gli Airborne Warning and Control System (AWACS). Unità navali in funzione di picchetto radar furono utilizzate fin dalle fasi finali della seconda guerra mondiale, mentre i velivoli picchetto radar comparvero più tardi.